# Charles Ferrand
Pour les articles homonymes, voir Ferrand.
Charles Ferrand est un homme politique français né le 15 août 1864 à Paris et décédé le 15 juillet 1925 à Eleu-dit-Leauwette (Pas-de-Calais).

## Biographie
Militant au Parti ouvrier français en 1895, il est employé à la mairie de Lille, puis en 1902, secrétaire de maire à Avion. En 1905, son engagement avec Émile Salembier pour l'unification socialiste et la création de la SFIO est récompensée par un poste de trésorier de la fédération du Pas-de-Calais. Il en devient le secrétaire général l'année suivane.
Élu député en 1919,- réélu en 1924,- conseiller général en 1920, son activité d'élu débute alors que sa santé décline. Il meurt en cours de mandat à l'âge de 60 ans.

## Sources
- « Charles Ferrand », dans le Dictionnaire des parlementaires français (1889-1940), sous la direction de Jean Jolly, PUF, 1960 [détail de l’édition]